# 旧鼠

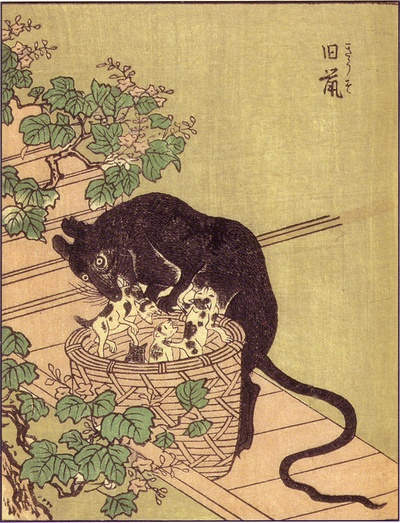
竹原春泉画『絵本百物語』より「旧鼠」

旧鼠（きゅうそ）は、日本の妖怪の一つで、ネズミが歳月を経て妖怪となったもの。『絵本百物語』『翁草』（おきなぐさ）などの江戸時代の古書や民間伝承にあるもので、ネコすらも食べるもの、子猫を育てるもの、人間に害をなすものなどがいたとされる。

## 古典

### 絵本百物語
江戸時代の奇談集『絵本百物語』によれば、文明年間、出羽国（現在の山形県、または秋田県）のある家の厩舎に旧鼠が棲みつき、母屋にいる雌ネコと仲良く遊んでいた。やがて雌ネコは5匹の子ネコを産んだが、後に毒を食って死んでしまう。親無しとなった子ネコたちに対して旧鼠は、夜な夜なそのもとへやってきてこれらの世話をし、ネコたちが無事に育った後にどこかへと姿を消した。あまりに奇異な話のため、ある者がこれを俳諧師の松尾芭蕉に教えたところ、芭蕉は「これと逆に、ネコがネズミを育てたこともある」と答えたという。
このネズミは人間と契り、千年の歳月を経て体色が白く染まったネズミだという説もあり、『絵本百物語』中でも中国の北宋時代の類書『太平広記』からの引用として「旧鼠、人の娘と契りたり」との奇譚が述べられている。
また同書の挿絵中にある文章によれば、大和国（現在の奈良県）にいた旧鼠は、その毛色が赤白黒の三毛のもので、いつもネコを食べていたという。挿絵には中型犬ほどの大ネズミと数匹のネコが描かれているが、ネズミがネコを育てている様子、ネズミがネコを食べようとしている様子のどちらにも解釈でき、どちらを描いたものかは判明していない。

### 翁草
江戸中期の随筆『翁草』にも、以下のよう「旧鼠」の名がある。
宝暦初期（1751年ごろ）の中京（名古屋）での話。毎晩のように行灯の火が消える家があり、原因を調べたところ、夜中に旧鼠が現れて行灯の油を舐め取っていた。そこでこの旧鼠を退治すべくネコを用意して夜を待ち、その夜、旧鼠が現れると、ネコは旧鼠を威嚇して飛びかかった。しかし旧鼠はネコに捕まるどころか、ネコの喉に噛みついて殺し、まんまと逃げ去ってしまった。
家の者は大いに驚き、改めてあちこちを回ってネズミ退治の巧いネコを捜し当て、再び旧鼠に挑む。夜が来て、再び旧鼠とネコの対決となった。長い睨み合いの末、たまりかねた旧鼠は動いてネコと争ったが、またもやネコを噛み殺して逃げ去った。こうして人々は、「窮鼠（きゅうそ）却て猫（ねこ）を噛む」の諺を目にしたとのことである。「旧鼠（きゅうそ」の名は、この諺の「窮鼠（きゅうそ）」との語呂合わせとの説もある。

## 民間伝承
香川県の民間伝承によれば、吉野川のほとりで漁師が殺そうとしていたネコを寺の住職が助けたところ、ネコは寺に住みついて3年後に猫又となり、寺の本堂に7貫もの旧鼠が棲みついていて寺の人々を食い殺そうと狙っていることを住職に教え、ほかのネコと協力して死に物狂いの戦いの末に旧鼠を退治したという。

## 類話
国書刊行会『絵本百物語 桃山人夜話』にて類話とされているものに、江戸時代の随筆集『三州奇談』に収められた大ネズミ「妖鼠（ようそ）」の奇談があり、同書では以下のように述べられている。
越中国（現・富山県）の五社村と道明村の間に、古墳が多くある墓地があり、そこに妖鼠が住み着いて周囲の動物たちを取り殺していた。1778年（安永7年）、五社村の伊兵衛という剛力の若者が夜更けにそこを通りかかったところ、路傍の塚が突然崩れて何者かが飛びついてきた。伊兵衛はその者をつかんで2,3間（約4,5メートル）投げ飛ばしたが、相手は宙返りして噛みついてきた。伊兵衛は蹴り飛ばしたが、なおも相手は飛びつき、体中に噛みついた。怒り心頭の伊兵衛がその者を捕えて力任せに締め上げると、ついに相手は血を吐いて死んだ。それは体長2尺（約60センチメートル）、尾が2尺ほどある大ネズミだったという。

## 旧鼠にちなんだ作品
小説
- 京極夏彦『旧鼠』（前巷説百物語に収録）